# 全昭孙
全昭孙（1204年—1259年），浙江绍兴人，南宋外戚，全皇后之父。
全昭孙的堂姐慈憲夫人是宋理宗生母，全昭孙出知岳州，其女跟着父亲在岳州。开庆元年（1259年），全昭孙任满回京，路过潭州，恰逢蒙古大军南侵，围困潭州，全玖和父亲就被困在潭州城。全昭孙没于王事。景定二年（1261年）十一月，全昭孙之女封永嘉郡夫人。十二月，册为皇太子妃。咸淳三年（1267年）正月，册为皇后。全昭孙终官武翼郎、追封金紫光禄大夫。

## 家族
- 曾祖父：全安民，赠太保、唐国公。
- 祖父：全份，全安民子，赠太师、豫国公。
- 父亲：全大中，全份第二子，无子，过继再从子全昭孙为嗣，赠太傅。
- 妻子：趙氏，贈昌國夫人。
- 女儿：全皇后
- 儿子：全永坚等补承信郎、直秘阁；全清夫、庭辉等一十五人，各转一官。